# Krekla
Krekla är en bergstopp i Antarktis. Den ligger i Östantarktis. Norge gör anspråk på området. Toppen på Krekla är 1 210 meter över havet, eller 216 meter över den omgivande terrängen. Bredden vid basen är 6,6 km.
Terrängen runt Krekla är platt åt nordost, men åt sydväst är den kuperad. Trakten är obefolkad. Det finns inga samhällen i närheten.